# Мак, Андрес Артуро
Андрес Артуро Мак (англ. Andrés Arturo Mack; 1876 — 6 октября 1936, Висенте-Лопес, Аргентина) — австралийский и аргентинский футболист, играл за сборную Аргентины.

## Карьера
Андрес Мак был австралийским преподавателем, закончившим бакалавриат по искусствам Кембриджского университета. Он прибыл в Аргентину в 1894 году, чтобы работать преподавателем математики и спорта в буэнос-айресовской Английской Высшей школе. В год своего приезда, он начал играть за клуб «Алумни», созданного годом ранее, который состоял из членов Высшей школы. Также Мак выступал за сборную Аргентины, он стал участником первого матча аргентинской национальной команды 16 мая 1901 года против Уругвая.
В 1914 году Мак решил вернуться в Европу, для участия в первой мировой войне, которую он провёл в Королевском армейском медицинском корпусе, но через некоторое время после своего приезда, Мак был ранен в ногу и продолжать участие в боевых действиях не мог. Он решил возвратиться в Буэнос-Айрес, где продолжил преподавание, занимаясь этим делом до своей кончины в 1936 году.

## Достижения
- Чемпион Аргентины: 1900, 1902, 1903, 1905, 1906, 1907, 1909, 1910, 1911, 1912
- Обладатель кубка Тье Компетитион: 1903, 1906, 1907, 1908, 1909
- Обладатель кубка Славы Коусиньер: 1906
- Обладатель кубка Конкуренции клуба Жоккеев: 1907, 1908, 1909
- Обладатель кубка Славы Муниципалитета Буэнос-Айреса: 1905, 1906